# Marta Mika
Marta Mika (ur. 8 lipca 1983) – była polska piłkarka, grająca na pozycji obrończyni, a następnie trenerka.

## Kariera zawodnicza
Wychowanka Gola Częstochowa, następnie zawodniczka Mitechu Żywiec, a od rundy wiosennej sezonu 2009/10 Unii Racibórz, z którą czterokrotnie z rzędu sięgnęła po mistrzostwo Polski (2009/10, 2010/11, 2011/12, 2012/13), a trzy razy z rzędu po Puchar Polski (2009/10, 2010/11, 2011/12). Następnie grała w Zagłębiu Lubin, niemieckim Blau-Weiss Hohen Neuendorf (2. Bundesliga kobiet grupa północna) i Czarnych Sosnowiec. W sierpniu 2017 r. zakończyła karierę piłkarską, którą na krótko wznowiła w 2018 r., występując w dwóch częstochowskich drużynach: Stradomiu oraz Skrze (jako grająca trenerka).
W seniorskiej reprezentacji Polski zadebiutowała 11 marca 2007, zremisowanym 1:1 meczem z Belgią. Uczestniczka eliminacji do mistrzostw Europy 2009. Łącznie w kadrze narodowej rozegrała 44 oficjalne spotkania międzypaństwowe, nie zdobywając żadnej bramki.

## Kariera trenerska
W latach 2018–2022 była trenerką Skry Częstochowa, a następnie Rakowa Częstochowa (2022–2023). Od 2021 r. jest asystentką selekcjonerki seniorskiej reprezentacji Polski kobiet Niny Patalon, a wcześniej była asystentką trenerki reprezentacji Polski U-17.